# Sophus Bergsøe
Sophus Andreas Bergsøe (26. september 1838 i København – 7. september 1896 sammesteds) var en dansk landmand, præst og numismatiker, bror til Johan Friderich Bergsøe og Vilhelm Bergsøe.
Bergsøe var søn af kgl. administrator ved Den Kongelige Porcelænsfabrik Carl Vilhelm Bergsøe og Sophie født Bech. Han blev student 1857, landbrugskandidat 1862 og var 1865-77 ejer af Andigård, Skørring Sogn, ca. 20 km sydøst for Randers. Han beskæftigede sig sideløbende med numismatikken og gennemførte studierejser i Sverige, Rusland, Tyskland og England. 1878-85 var han assistent i Finansministeriets kontor for udenlandske betalinger, og studerede samtidig jura, men skiftede til teologien. Juni 1887 blev han cand.theol., januar 1888 residerende kapellan ved Vor Frue Kirke i Aalborg, marts 1888 sognepræst til Sønder Tranders og februar 1896 sognepræst til Munke Bjergby og Bromme. Han døde 7. september 1896 på klinik i København. Han støttede Aalborg Historiske Museum og var fra 1892 til 1896 formand for dette museums bestyrelse.
Han blev gift 19. august 1865 med Margrethe Krebs (31. maj 1846 i København - 5. august 1914 i Aarhus) og havde fem børn.

## Forfatterskab
- "Münze Waldemar des vierten, Herzogs von Jütland", Zeitschrift für Numismatik, II (Berlin 1875), s. 24-27.
- "Die angeblichen Zeugnisse von wendischen Einfällen in Dänemark", Zeitschrift für Numismatik, II (1875), s. 258-263.
- "Dänische Mittelaltermünzen des elften Jahrhunderts", Zeitschrift für Numismatik, VIII (1881), s. 281-287.
- "Critical remarks on the uncertain coins of the Cuerdale find", Numismatic Chronicle, N. S. XX (London 1880), pag. 192-204.
- "Nogle danske Mønter fra Middelalderen i fremmede Samlinger", Aarbøger for nordisk Oldkyndighed og Historie (1882), s. 265-278.